# Jaroslav Knichal
Jaroslav Knichal (* 7. května 1976 Uherské Hradiště) je český katolický kněz a od roku 2015 hlavní kaplan Armády České republiky. Byl vojenským kaplanem 7. mechanizované brigády v Kroměříži a Hranicích a zúčastnil se zahraničních misích Armády České republiky v Kosovu a Iráku a dvakrát v Afghánistánu.

## Životopis
Pochází z Nedachlebic v okrese Uherské Hradiště, vystudoval Arcibiskupské gymnázium v Kroměříži a Cyrilometodějskou teologickou fakultu Univerzity Palackého v Olomouci. Kněžské svěcení přijal 30. června 2001 v olomoucké katedrále svatého Václava z rukou arcibiskupa Jana Graubnera.
Od roku 2003 působí u Armády ČR jako vojenský kaplan. Nejprve u 7. mechanizované brigády v Kroměříži a v Hranicích, zúčastnil se několika misí v Iráku a Kosovu. Následně působil jako vojenský kaplan na Velitelství společných sil v Olomouci. Od srpna 2008 do března 2009 a opětovně od srpna 2010 do února 2011 působil u českých jednotek v Lógaru v Afghánistánu. Od roku 2012 je vojenským kaplanem Společného operačního centra Ministerstva obrany ČR. V letech 2012–2016 absolvoval distanční postgraduální studium církevního práva na Katolické univerzitě Jana Pavla II. v polském Lublinu.
Dne 29. září 2015 byl uveden do funkce hlavního kaplana Armády ČR.